# Школьников, Георгий Николаевич
Георгий Николаевич Школьников (1903 — 1968) — Герой Социалистического Труда.

## Биография
Родился в Симбирске в 1903 году.

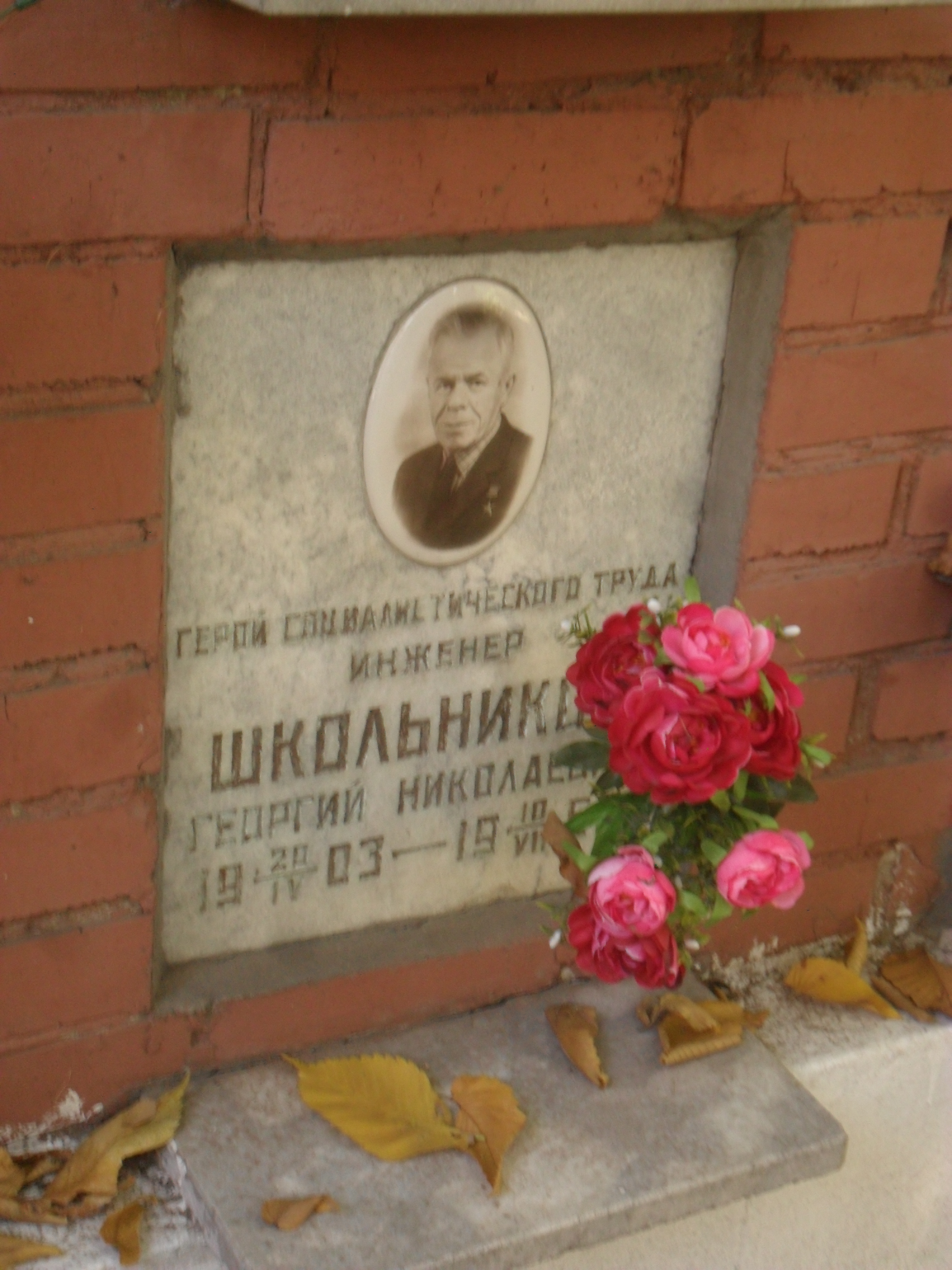
Плита колумбария Школьникова на Новодевичьем кладбище Москвы.

В 1924—1962 гг. — техник по лесоочистке, ответственный работник, главный инженер треста «Хабаровсклес», главный инженер, начальник Управления лесной промышленности Восточной Сибири и Дальнего Востока Министерства лесной промышленности СССР, министр лесной промышленности Карело-Финской ССР, директор ЦНИИ лесной промышленности, начальник технического управления Министерства лесной промышленности СССР, начальник Главвостсиблеспрома, заместитель председателя Иркутского, Восточно-Сибирского совнархозов.
Избирался депутатом Иркутского областного Совета, позже депутатом Верховного Совета Карело-Финской ССР 3-го созыва.

### Трудовой подвиг
Сделал значительный вклад в освоение новых лесных районов области, преимущественно в освоение зоны Братской ГЭС, за что в 1957 году ему и было присвоено почётное звание Героя Социалистического Труда.

## Награды
- Герои страны